# Wisdom Comes
Wisdom Comes es el cuarto y último demo del grupo de death metal francés Gojira (bajo el nombre de Godzilla) y su última producción musical bajo ese nombre antes de cambiarlo oficialmente en 2001 por problemas legales.
El demo fue grabado en 1999 y lanzado a la venta en el año 2000, y fue totalmente autoproducido por Gojira. Éste contiene algunos de las primeros demos de la banda, tales como "Lizard Skin" y "Love".
Alexandre Cornillon, quien era el bajista de la banda y había dejado el grupo fue sustituido por Jean-Michel Labadie para la producción del demo.
Todas las canciones excepto "Locked in a Syndrome", "Wisdom Comes" y "Terra Incognita" fueron relanzadas en su primer álbum de estudio, titulado Terra Incognita, que fue la última canción del demo. Wisdom Comes fue relanzado más tarde en su segundo álbum de estudio The Link.

## Canciones
| N.º | Título                | Duración |  |
| 1.  | «Lizard Skin»         | 4:22     |  |
| 2.  | «Satan is a Lawyer»   | 4:31     |  |
| 3.  | «Locked in a syndrom» | 4:40     |  |
| 4.  | «Fire is Everything»  | 4:47     |  |
| 5.  | «Love»                | 4:16     |  |
| 6.  | «Wisdom Comes»        | 2:30     |  |
| 7.  | «Terra Incognita»     | 4:37     |  |

## Personal
- Joe Duplantier – voz, guitarra
- Christian Andreu – guitarra
- Alexandre Cornillon – bajo
- Mario Duplantier – batería